# Тальновский район
Тально́вский райо́н (укр. Тальнівський район) — упразднённая административная единица на юго-западе Черкасской области Украины. Административный центр — город Тальное.

## География
Площадь — 917 км². По территории района протекает река Горный Тикич, по центру города Тальное протекает маленькая речушка Тальянка. На реке Горный Тикич в районе с. Гордашовка работает малая ГЭС.

## История
12 ноября 1959 года к Тальновскому району была присоединена часть территории упразднённого Бабанского района. 17 июля 2020 года в результате административно-территориальной реформы район вошёл в состав Звенигородского района.

## Демография
Население района составляет 44 тыс. человек (2005), в том числе в городских условиях проживают около 16 тыс. Всего насчитывается 43 населенных пункта. На 01.01.2010 население города Тальное составляет 14 800 человек.

## Экономика
В селе Мошуров располагается завод по изготовлению плодоовощной консервации, основанный в 1969 году. По состоянию на 2011 год — это единственное промышленное предприятие на территории района.

## Достопримечательности
Тальное: парковый ансамбль и сооружения Охотничьего дома графа Потоцкого, расположенные в юго-восточной части города, действующий костел св. Анны 1702 г., живописное озеро, образовавшееся в результате разлива р. Тальянки, в глубине парка, там же водопад, музей истории земледелия, музей и заповедник трипольской культуры в с. Легедзино, новооткрытый храм Петра и Павла, необычайно привлекательный ландшафт, на котором расположен город, а также торговая улица Соборная с расположенными на ней с двух сторон магазинами, находящимися в постройках прошлого и позапрошлого веков. Рядом с Парком на окраине города находится старинное католическое кладбище с сохранившимися склепами, на северном въезде в город — еврейское кладбище. С. Здобуток Жовтня — музей Ф. И. Дубковецкого, основателя первого колхоза, памятник которому находится в г. Тальное в одноимённом сквере рядом с Петро-Павловским Храмом и развлекательным центром «Юность». Не оставляют равнодушным также скалистые берега вдоль р. Горный Тикич.